# Marcin Zieliński (ewangelizator)
Marcin Zieliński (ur. 30 września 1992 w Skierniewicach) – polski ewangelizator, charyzmatyk, autor książek o tematyce katolickiej.

## Życiorys
Grał jako piłkarz w klubach Widok Skierniewice i Unia Skierniewice; występował na pozycji obrońcy. Ukończył Akademię Wychowania Fizycznego w Warszawie.
W 2007 roku doświadczył nawrócenia, po czym został liderem wspólnoty „Głos Pana” w Skierniewicach przy parafii Miłosierdzia Bożego. Następnie podjął się ewangelizacji w Polsce i za granicą. W 2017 roku był prelegentem w ramach rekolekcji „Jezus na Stadionie”, które odbyły się na PGE Narodowym, zaś rok później na tym samym stadionie był prelegentem rekolekcji „Stadion Młodych”.
Jest autorem podcastów na YouTube „Rozpal wiarę” oraz „Kwadransik ze Słowem”.

## Kontrowersje
Posługa i treści głoszone przez Zielińskiego wywołały kontrowersje w części środowiska katolickiego, a dokładniej związanego z portalem zwiedzeni.pl – w 2018 roku stworzył film pt. Marcin Zieliński – Fałszywy charyzmatyk zdemaskowany!, w którym zarzucił Zielińskiemu czerpanie z nurtu Toronto Blessing, protestantyzację Kościoła katolickiego czy fałszywą maryjność. Zieliński odrzucił te oskarżenia m.in. argumentem, iż Toronto Blessing miało miejsce, gdy on miał dwa lata. W obronie Zielińskiego powstał list, podpisany przez ponad 130 osób związanych z Kościołem, m.in. Mariusza Rosika, Sławomira Pawłowskiego, Tomasza Szałandę, Marka Blazę, Marka Kitę, Aleksandra Bańkę, Tomasza Nowaka, Adama Szustaka, Dawida Gospodarka, Tomasza Gałuszkę czy Marcina Jakimowicza. List ten został z kolei skrytykowany przez Mariusza Błochowiaka na łamach „Egzorcysty” jako niemerytoryczny.

## Publikacje
- Rozpal wiarę, a będą działy się cuda (2017)
- 77. Moc przebaczenia (2018)
- To Bóg uzdrawia i czyni cuda. O marzeniach, słabości i potędze Bożego działania (2018)
- Wytrwaj do końca (2019)
- Góra ośmiu błogosławieństw (2019)
- Między cierpieniem a uzdrowieniem (2020)
- Mamy głos. Świeccy, Kościół, kryzys – współautor (2020)
- Ogień i woda. Czy w Kościele można się dogadać? – współautor z ks. Krzysztofem Porosło i Dawidem Gospodarkiem (2020)